# Die Montagsfamilie
Die Montagsfamilie ist eine Familienserie, die von 1986 bis 1987 produziert und im Ersten ausgestrahlt wurde. Der Name der Fernsehserie bezieht sich wie der der Schnellratesendung Die Montagsmaler auf den ursprünglichen Sendetermin Montag.

## Handlung
Die Schröders stellen eine ganz normale Familie dar. Mutter Helga gibt ihren Schichtdienst im Waschsalon auf, um sich stärker der Familie zu widmen. Sie berät gern andere Leute bei ihren Problemen, was ihren Ehemann Ernst ärgert. Helga versucht sich später noch in anderen Berufen. Die Tochter Katja hilft ihrer Mutter. Im weiteren Verlauf zieht auch der Cousin Danni zu ihnen.

## Sendeplatz
Die Familienserie lief 1986 in der ersten Staffel montags im Ersten beim WWF. 1987 folgte die zweite Staffel im Ersten. Die erste Staffel wurde Dezember 1986 bis Jan. 1987 und 2000 im WDR Fernsehen  wiederholt. 8 Folgen wurden im Ersten im Dezember 1989 erneut gesendet.